# Synagoge (Boskovice)
Koordinaten: 49° 29′ 14,8″ N, 16° 39′ 31,4″ O

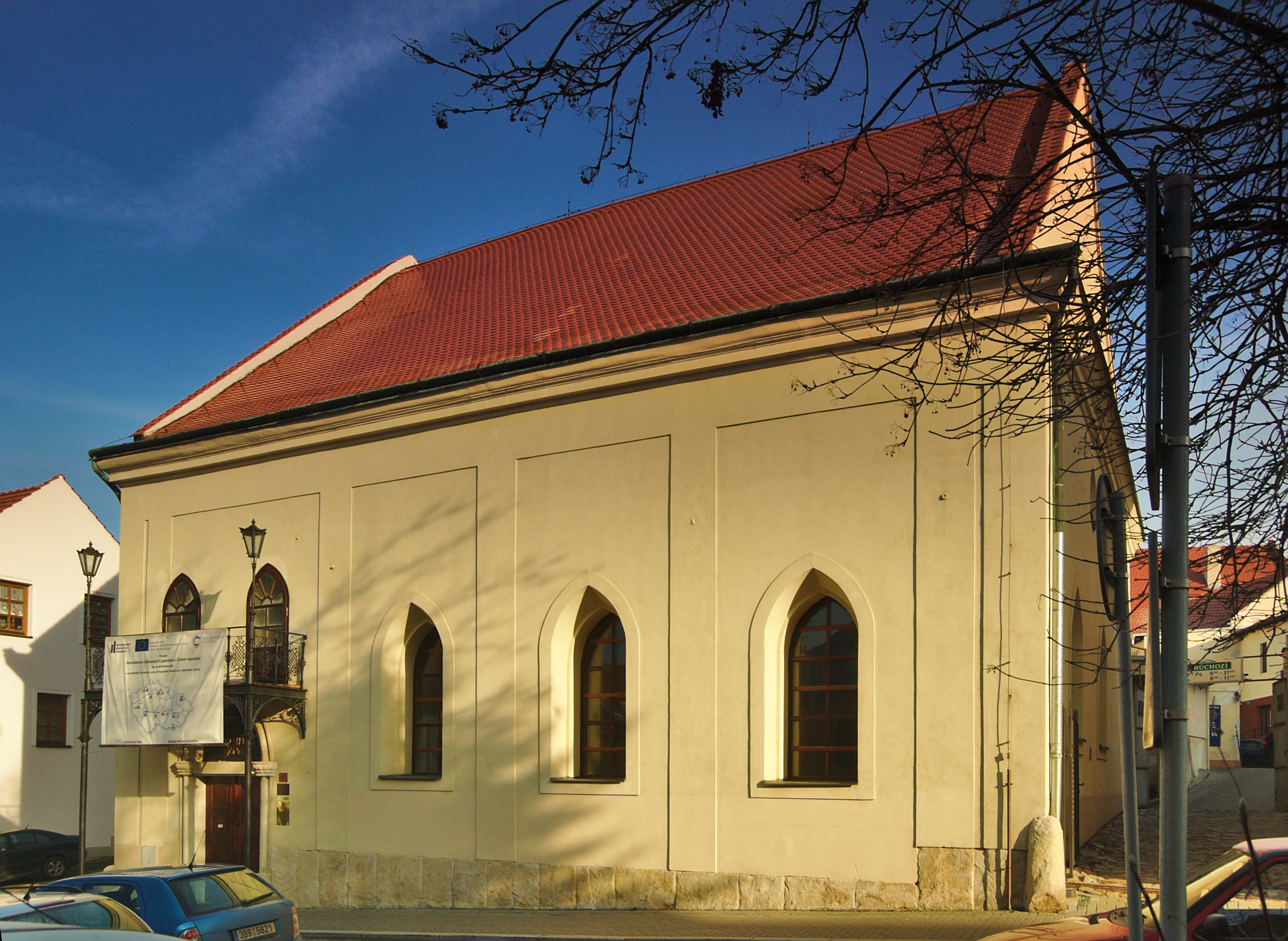
Synagoge in Boskovice

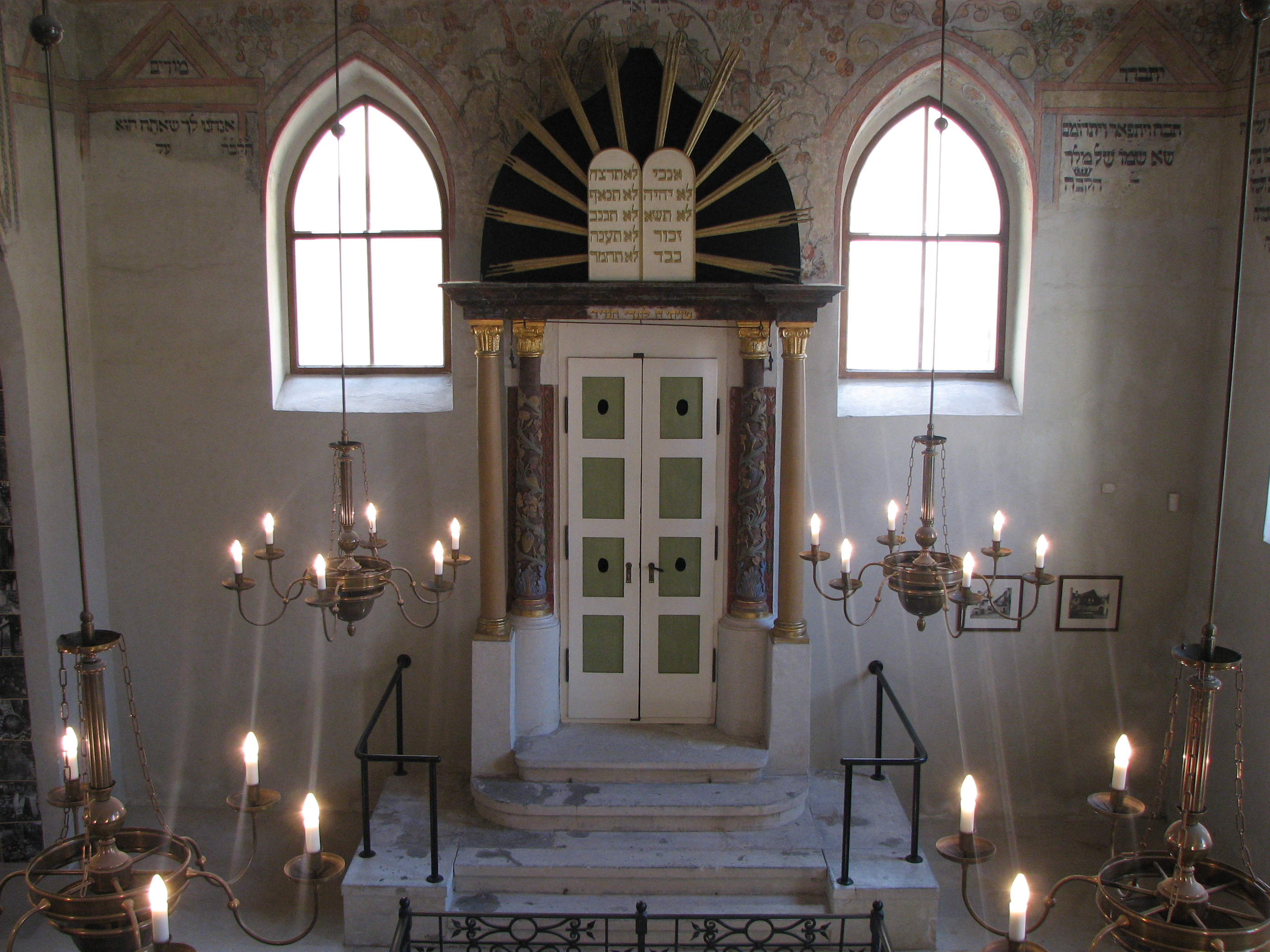
Innenansicht mit Thoraschrein

Die Synagoge in Boskovice (deutsch Boskowitz), einer Stadt im Okres Blansko der Südmährischen Region in Tschechien, wurde 1639 errichtet. Die profanierte Synagoge in der Traplova-Gasse ist seit 1988 ein geschütztes Kulturdenkmal.

## Geschichte
Von den ursprünglich mehreren Synagogen in Boskovice ist heute nur noch dieser einzige Synagogenbau erhalten geblieben, der nach den Plänen des italienischen Baumeisters Sylvester Fiota aus Chiavenna im Stil des Barocks errichtet wurde. 
In den 1990er Jahren fand eine grundlegende Renovierung der vor dem Verfall bedrohenden Bausubstanz statt. Auch die wertvollen Fresken  wurden gerettet. Seit 2002 dient die ehemalige Synagoge als Museum zur Geschichte der jüdischen Gemeinde in Boskovice.